# Polystepha simpla
Polystepha simpla är en tvåvingeart som först beskrevs av Ephraim Porter Felt 1909.  Polystepha simpla ingår i släktet Polystepha och familjen gallmyggor.
Artens utbredningsområde är New York. Inga underarter finns listade i Catalogue of Life.